# Oceans Rising
Oceans Rising ist ein US-amerikanischer Katastrophenfilm aus dem Jahr 2017, der von The Asylum produziert wurde.

## Handlung
In dem Film wird das natürliche Magnetfeld der Erde durch eine starke Sonneneruption in Mitleidenschaft gezogen. Der Wissenschaftler Josh Chamberlain warnt vor dem daraus resultierenden Abschmelzen der Polarkappen und dem Anstieg des Meeresspiegels, doch ihm wird kein Glauben geschenkt. Auch Dr. Pamela Cushing, die Ehefrau von Josh, die beim US-Katastrophenschutz arbeitet, glaubt nicht an seine Theorien. Infolgedessen gibt Josh sein bisheriges Leben auf und rüstet ein Boot für die kommende Sintflut aus. Nachdem das Magnetfeld der Erde durch starke Sonneneruptionen weiter angegriffen wurde, bricht die prophezeite Flut tatsächlich über die Welt hinein und es gelingt Josh mit seinem Boot einige Menschen zu retten, unter anderem seine Frau Pam. Diese Gruppe macht sich auf eine Reise durch die überflutete Welt, um bei mangelnden Vorräten und unberechenbaren Naturphänomenen das Magnetfeld wiederherzustellen und die Erde in ihrer heutigen Form zu retten, was ihnen schlussendlich auch gelingt.

## Kritiken
Der Film erreichte in der Internet Movie Database 2,4 von 10 Sternen, bei Filmstarts 2,7 von fünf Sternen und bei Moviepilot.de 1,7 von 5 Punkten.
Cinema bezeichnet den Film als „Der Stuss-Beschleuniger im Trashland“.